# Katarzyna Baranowska
Katarzyna Baranowska (Szczecin, 13 september 1987) is een Pools topzwemster.
Tijdens de EK kortebaan 2005 in Triëst wist Baranowska beslag te leggen op twee Europese titels, namelijk op de 200 meter wisselslag en de 400 meter wisselslag. Haar tijd van 2.10,25 op de 200 meter was genoeg om voor haar landgenote Aleksandra Urbanczyk te finishen. Op de 400 meter bleef ze de Anastasia Ivanenko ruim voor met een tijd van 4.33,70.
Tijdens de EK zwemmen 2006 in Hongarije wist Baranowska beslag te leggen op een bronzen medaille op de 400 meter wisselslag en een zilveren op de 200 meter wisselslag.